# Zuoz

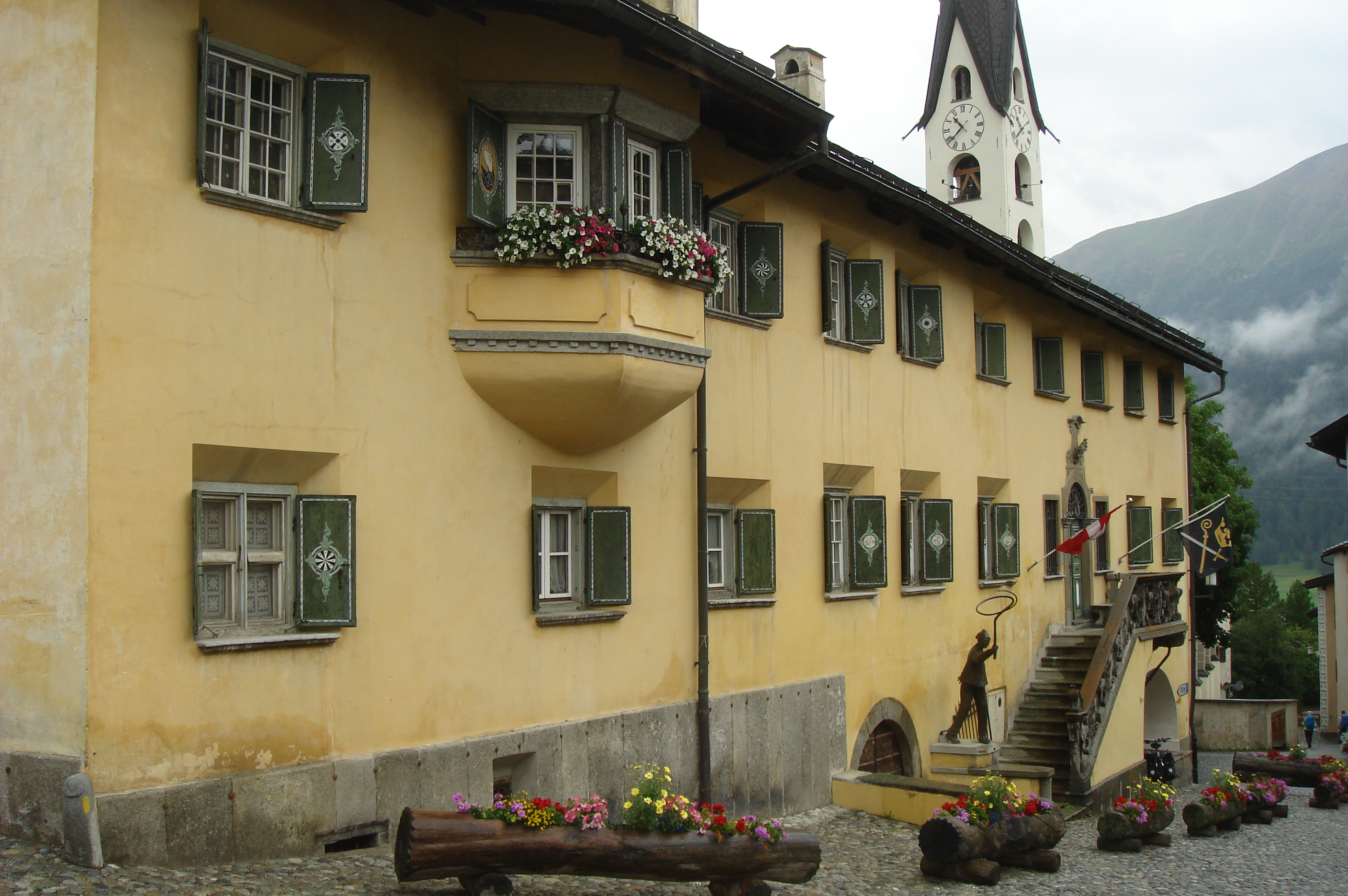
Planta Suot aan het centrale dorpsplein

Zuoz (Duits (verouderd): Zutz of Zuz; Italiaans (verouderd): Zozzio) is een gemeente in het Zwitserse bergdal Oberengadin en behoort tot het kanton Graubünden.
De oudste vermelding van de plaats dateert uit het jaar 831. In deze periode was het samen met het zuidelijker gelegen Samedan bestuurlijk centrum van het Oberengadin. In de 18e eeuw stond Zuoz sterk onder de invloed van de machtige familie Planta. Uit deze tijd stammen de zogenaamde Planta-huizen aan het dorpsplein. In het vroegere gerechtsgebouw van Zuoz, het Crusch Alva is tegenwoordig een hotel gevestigd. De kerk van het dorp dateert uit de 12e eeuw, sinds de verbouwing in de 16e eeuw heeft deze een gotisch uiterlijk.
's Winters kan er in Zuoz op bescheiden schaal gewintersport worden. 's Zomers wordt er veel in het omringende bergland gewandeld. In 2003 is nabij het dorp de golfbaan "Zuoz-Madulain" geopend.
Sinds 1904 is in Zuoz de prestigieuze kostschool Lyceum Alpinum Zuoz gevestigd. Van de leerlingen komt 40% uit Zwitserland, 40% uit Duitsland en 20% uit de rest van de wereld.

## Geboren
- Silvia Andrea (1840-1935), schrijfster